# 360 Live
360 Live war eine unabhängige deutsche Spielezeitschrift zu Produkten rund um die Konsole Xbox 360 von Microsoft.

## Geschichte
Die Erstausgabe des Magazins erschien im November 2005. Von da an erschien es im Zweimonatsrhythmus. Ab Herbst 2006 erschien die 360 Live monatlich. Das Magazin testete Spiele und Hardware für die Xbox 360, berichtete über geplante Games und brachte aktuelle Nachrichten zur Spielekonsole. Gegründet wurde das Magazin von Richard Löwenstein und in Zusammenarbeit mit dem Imprime Verlag / München veröffentlicht. Ab Herbst 2006 wurde das Magazin von der Airmotion Games Verlags GmbH herausgegeben, die ihren Sitz in München hatte und auch die Schwestermagazine gamesTM, ein Multiformat-Magazin und PS3M, eine Zeitschrift für Playstation 3 und Playstation Portable verlegte. Zur Stammredaktion zählten neben der Chefredaktion, bestehend aus Richard Löwenstein und Sönke Siemens, die leitenden Redakteure Nicolas Buracas und Michael Förtsch sowie die Redakteure Moritz Wanke, Sabine Vogel und Jan Heinrich. 360 Live erschien meist am letzten Mittwoch des Monats und umfasste 84 Seiten pro Ausgabe. Erhältlich war das Magazin in Deutschland, Österreich und der Schweiz.
Die Airmotion Games Verlags GmbH stellte 2014 den Geschäftsbetrieb ein. Aufgrund sinkender Auflagenzahlen erschien die letzte Ausgabe der 360 Live im Dezember 2013.

## Inhalt
- Aktuelle News aus der Gamesbranche und rund um die Xbox 360
- Tests zu neuen Xbox-360-Spielen
- Previews zu kommenden Spielen
- Reportagen, Erfahrungsberichte
- Community: Berichte von Wettbewerben und aus der Xbox 360 Clan-Szene, sowie Meinungen der Leser
- Extras: Seit Ausgabe 01/10 Kaufberater der besten Xbox-360-Spiele

## Online
Mit dem Printmagazin verbunden war die Website 360-live.de. Hier fanden die User News, alle aktuellen Tests, eine Releaseliste neuer Games, ausgewählte Previews und Features, eine Mediagalerie mit Videos und Screenshots. Die Website wurde wie die Zeitschrift Ende Dezember 2013 eingestellt.

## Auflagenstatistik
Im vierten Quartal 2011 lag die durchschnittliche monatlich verkaufte Auflage nach IVW bei 15.742 Exemplaren. Dies sind 12,01 Prozent (2.148 Hefte) weniger Hefte als im Vergleichsquartal des Vorjahres. Die Abonnentenzahl nahm innerhalb eines Jahres um 25,07 Prozent auf jetzt 1.896 Abonnenten zu. Damit bezogen 12,04 Prozent der Leser die Zeitschrift im Abonnement.
| Anzahl der monatlich verbreiteten Ausgaben | Anzahl der monatlich verbreiteten Ausgaben | Anzahl der monatlich verbreiteten Ausgaben | Anzahl der monatlich verbreiteten Ausgaben | Anzahl der monatlich verbreiteten Ausgaben |
| ------------------------------------------ | ------------------------------------------ | ------------------------------------------ | ------------------------------------------ | ------------------------------------------ |
| Quartal                                    |                                            |                                            | Auflage a                                  |                                            |
| IV/2007                                    | IV/2007                                    |                                            | 24.312                                     | 24.312                                     |
| IV/2008                                    | IV/2008                                    |                                            | 19.087                                     | 19.087                                     |
| IV/2009                                    | IV/2009                                    |                                            | 21.529                                     | 21.529                                     |
| IV/2010                                    | IV/2010                                    |                                            | 17.890                                     | 17.890                                     |
| IV/2011                                    | IV/2011                                    |                                            | 15.742                                     | 15.742                                     |
| IV/2012                                    | IV/2012                                    |                                            | 10.551                                     | 10.551                                     |
| Quelle: Webseite des IVW                   |                                            |                                            |                                            |                                            |

| Anzahl der monatlich verkauften Abonnements | Anzahl der monatlich verkauften Abonnements | Anzahl der monatlich verkauften Abonnements | Anzahl der monatlich verkauften Abonnements | Anzahl der monatlich verkauften Abonnements |
| ------------------------------------------- | ------------------------------------------- | ------------------------------------------- | ------------------------------------------- | ------------------------------------------- |
| Quartal                                     |                                             |                                             | Abos a                                      |                                             |
| IV/2007                                     | IV/2007                                     |                                             | 1165                                        | 1165                                        |
| IV/2008                                     | IV/2008                                     |                                             | 1321                                        | 1321                                        |
| IV/2009                                     | IV/2009                                     |                                             | 1837                                        | 1837                                        |
| IV/2010                                     | IV/2010                                     |                                             | 1516                                        | 1516                                        |
| IV/2011                                     | IV/2011                                     |                                             | 1896                                        | 1896                                        |
| IV/2012                                     | IV/2012                                     |                                             | 1760                                        | 1760                                        |
| Quelle: Webseite des IVW                    |                                             |                                             |                                             |                                             |